# 辛德勒的名单
《辛德勒的名单》（英語：Schindler's List）是一部1993年上映的美国黑白电影，它讲述了一个德国商人奥斯卡·辛德勒拯救犹太人的故事。这些被救的人大都是波兰犹太人在二战时期的逃难者。犹太人大屠杀时期，辛德勒将他们召集到他的工厂里面，以工作的名义帮他们避难。该片由斯蒂芬·斯皮尔伯格执导，改编自澳大利亚小说家托马斯·肯尼利的小说《辛德勒的方舟》。片中由连姆·尼森饰演奥斯卡·辛德勒，拉尔夫·费因斯饰演德国纳粹党党卫队军官阿蒙·歌德，班·金斯利饰演辛德勒的犹太人会计伊萨克·斯特恩。
该片鸿篇巨制，票房也收获颇丰，共获七个奥斯卡金像奖，包括最佳电影奖、最佳导演奖、最佳配乐奖。除奥斯卡奖外，该片还获得七个英国电影和电视艺术学院奖、三个金球奖。2007年，美国电影学会将它排在AFI百年百大电影榜（10周年版）第八位，比它在1998年时该榜排位上升一位。

## 情节介绍
电影情节于1939年德国设立犹太隔离区开始。那时二战刚刚打响，波蘭被德蘇分佔，屬德佔區的克拉科夫周围的波兰犹太人被要求到克拉科夫集中。同时，来自摩拉维亚的奥斯卡·辛德勒以一个德国商人的身份，来到这个城市，以求发战争财。辛德勒是纳粹党党员，经常对德國国防军和党卫队的官员大笔大笔地进行贿赂，以便获得更多的采购权。辛德勒在军方的赞助下开办起军用餐具厂。他自己并不太了解如何经营企业，但后来他遇到了合伙人伊萨克·斯特恩。此人是克拉科夫犹太委员会的官员，熟悉犹太人商人圈子，与该区的黑市有联系。犹太商人借给辛德勒办厂的资金，但只要求获得较小部分的回报分成。工厂开办后，辛德勒负责去取悦纳粹党，获得了“Herr Direktor”的头衔，斯特恩则负责处理一切管理事务。辛德勒以可以少给工钱为由招聘犹太波兰人而不要一般波兰人（其实所谓的“工钱”工人们一分拿不到，全部都要上交给党卫队）。辛德勒工厂里的工人可以走出犹太区。斯特恩费尽心思伪造文书，让尽量多的人表面上看起来符合“对德国打仗有利”这一条件，获得进入工厂的资格，免受残害或被拉到集中营受苦。
压机操作员鲁荣斯坦曾经在党卫军手下险些丧命，登门感谢辛德勒的雇用，表示他会继续努力工作；但党卫军叫工人铲雪，发现鲁荣斯坦只有一只手臂，将其枪毙。伊萨克·斯特恩被送上前往集中营的列车，但辛德勒威胁列车管理员，把列车截停，救下伊萨克。
随后，党卫队中尉阿蒙·歌德来到克拉科夫，开始对新建的普拉佐集中营进行监管。集中营刚落成，他就开始对犹太区进行清算，发动大量部队清理房屋，杀害任何反对或不合作的人，以及老人和弱者。辛德勒在山丘上和女友目睹了大屠杀的场面，深受影响。尽管如此，他仍然继续透过被抓到普拉佐集中营的斯特恩贿赂取悦歌德，巴结党卫队。辛德勒通过贿赂歌德，获得了让工人们到集中营外自己工厂工作的机会，以此保护他们不被胡乱杀害。一名女子找到辛德勒，请求他把父母查娜·鲍曼和雅各布·鲍曼从集中营救到工厂，辛德勒断然拒绝。辛德勒在集中营看望斯特恩时想起此事，藉由贿赂救出了鲍曼老夫妇。辛德勒在一次晚宴时与歌德的女佣海伦交谈，得知了其对集中营中犹太人肆意虐杀的事实。在晚宴后的交谈中，歌德表示辛德勒从未喝醉过，这种控制力是权力的体现，辛德勒对其表示赦免他人的过错才是权力的真正体现。歌德第二天便试图以此满足自己对权力的渴求，然而很快便暴露出本性，在声称饶恕了未将浴缸擦净的力希克后，便在其行走时将其残忍射杀。
随着时间流逝，辛德勒开始着手斯特恩提出的拯救行动，尽可能多地保住工人的性命。战争不断进行，歌德接到从柏林传来的命令，要求他挖出并焚毁所有在克拉科夫被杀的犹太人的尸体，把剩下的犹太人（包括辛德勒工厂的工人）转移到奥斯维辛集中营。
辛德勒已经赚够了一辈子花不完的钱，一开始，他打算的是带着自己的钱财离开克拉科夫。然而，后来他放弃了这么做，并劝说歌德准许他买下工人回摩拉维亚的老家，不要对他们进行“最终解决”（此时，“最终解决”正在波兰大举开展）。歌德最终默许，但要辛德勒为每个工人付出高昂代价。辛德勒和斯特恩印出一张工人的名单，上面的人都不会被送往奥斯维辛。
这份名单上的人，都是辛德勒所谓的“技术娴熟”的工人的名字。对于普拉佐集中营里的人来说，自己的名字在不在这个名单上意味着生死之别。几乎所有名单上的人后来都被安全转移。然而，搭载妇女和孩子的那列火车意外地开到了奥斯维辛，车上的人被带到传言的“毒气室”。但那只是虚惊一场，其实是澡堂，她们在里面冲洗了身体，如释重负。但第二天，这些人就被要求排好队，开始接受约瑟夫·门格勒医生的体检。同时，辛德勒立即火速赶往奥斯维辛，用钻石贿赂集中营的司令官，要求释放那些妇女。然而，就在问题快要解决，妇女们搭上前往布林利兹的火车的时候，几名党卫队军官试图扣留并阻止小孩离开。辛德勒告诉军官们，他需要这些小孩纤细的手来为小口径炮弹壳内侧进行抛光，没有他们工厂无法生产。他最终说服了军官，小孩们得以释放。当妇女们到达布林利兹时，辛德勒制定了一些规定，对党卫队分配给工厂的看守人员进行严格管控，禁止他们进入生产区。他准许并鼓励犹太人过安息日。为了让工人得以存活，辛德勒花了大量的钱财贿赂纳粹党官员，并从其他工厂购买炮弹。工厂经营的七个月里，没有生产过一颗能打的合格炮弹。后来，辛德勒在她妻子弥撒祭祀时，告诉她是他生命中唯一的女人，做出了他先前拒绝作出的让步，妻子也到他工厂里开始帮忙。随后，二战欧洲战场隨著德國投降结束，辛德勒也耗尽了所有的积蓄。
尽管党卫軍看守接到命令清算布林利兹的犹太人，辛德勒劝说这些士兵以人的身份而不是以杀人犯的身份回家。在他整理好行李，和他的工人们道别时，工人们递上一封为辛德勒辩解的信，以及一个用工人的金牙秘密打造的戒指，戒指上刻有塔木德里的一句话，“拯救一个人的性命，就是拯救整个世界”（Whoever saves one life saves the world entire）。辛德勒为此深深触动，但同时感到莫大的羞愧。他觉得自己明明可以把金质党徽卖了，把车卖了，甚至是省食儉用地生活，以赚取更多資金來救更多的人。他不停抽泣，不断念叨他本来能救更多的人，最後泣不成声地伏在斯特恩肩上，工人们纷纷围上前抱住了他们的救命恩人。就连他在和妻子一同离开的时候，辛德勒也不停地在后悔，而人们默默尾随辛德勒，目送着他直到尽头。
辛德勒救下的犹太人在工厂大门外睡了一宿，被第二天的日光照醒。一位苏联士兵前来宣布犹太人已由蘇聯红军解放，并给他们指向通往附近村庄的道路。随后，这些犹太人顺着指向的路去村庄寻找食物。
接下来的镜头描述了战后发生的一些事情，比如歌德被绞死，辛德勒后来的发展等。这些镜头快速闪过后，电影回到了犹太人走向村庄的画面。随着画面中人群并排朝向镜头走动，黑白渐渐变成了彩色，画面中的犹太人也变成了活在当代的犹太人。这些人正走向辛德勒位于耶路撒冷的坟墓，这也是辛德勒想要安息的地方。电影结束的时候，展现了当年辛德勒工厂工人由他们的扮演者手拉手陪同在墓碑上放石头的画面。这是一种犹太传统习俗，用于表达对逝者的恩谢。由于斯特恩在1969年就已經去世，班·金斯利由斯特恩的遗孀陪同。另外其中也包括了辛德勒的夫人愛蜜莉，影片最后的字幕中说道，该片公映时，仍存活的波兰犹太人人数不足4000，而全世界的辛德勒犹太人和他们的后代总数加起来超过了6000。影片最后一幕中，连姆·尼森（没有使用正面镜头而是用远景）在墓碑上放上一对玫瑰花，站在一旁，陷入深深的思绪。
影片结尾处打上了“谨以此片献给六百万遇难的犹太人”的字幕，画面在犹太人墓碑做成的道路中渐渐变暗，直到全黑。

## 主演演员
- 连姆·尼森– 奥斯卡·辛德勒，德国商人及納粹黨黨員，拯救超过1200名他工厂里的犹太人。
- 班·金斯利– 伊萨克·斯特恩，辛德勒的会计、辛德勒名單的編輯人，生意伙伴。
- 拉尔夫·费因斯– 阿蒙·歌德，片中的主要反角。歌德是一名党卫队军官，被安排修建、管理普拉佐集中营。辛德勒和他拉拢关系，但随着影片进行，他开始怀疑辛德勒的真正意图。
- 艾伯斯·戴维斯–海倫·希爾施，年轻的犹太女子，歌德的管家。歌德对她抱有好感。
- 卡罗琳·古– 艾米丽·辛德勒，辛德勒的妻子。
- Jonathan Sagall – 波德克·费佛伯格，和妻子一同幸存了下来。他一直向辛德勒提供黑市商品。

## 制片过程

### 发展
辛德勒犹太人波德克·费佛伯格将传播救命恩人的故事视為他一生的使命。费佛伯格在1963年时曾尝试与米高梅合作拍摄一部传记电影来纪念奥斯卡·辛德勒，并想要霍华德·科赫来编剧，但最终未能如愿。1982年，托马斯·肯尼利在和费佛伯格见面后出版了《辛德勒的方舟》。美国音乐公司（MCA）总裁西德尼·希恩伯格给斯蒂芬·斯皮尔伯格寄去了一份《纽约时报》上对于这部小说的评价。斯皮尔伯格对辛德勒的事迹感到震惊，还开玩笑地问这是不是真事。斯皮尔伯格“被辛德勒矛盾的本性深深吸引，……这是一个关于纳粹拯救犹太人的故事，……到底是什么力量能让这样一个人突然之间就愿意花光所有积蓄来救这些人的命呢？”斯皮尔伯格表现出了极大的兴趣，引起环球影业的关注，他们愿意花钱买下该小说的版权。1983年，斯皮尔伯格与费佛伯格见面。费佛伯格问斯皮尔伯格：“求求你了，你什么时候才能开拍啊？”斯皮尔伯格回答道：“还要等十年。”（在片尾，费佛伯格被以“Leopold Page”的名字冠以顾问的头衔。）
斯皮尔伯格自己并不是很确定，他是否已经成熟到足够拍一部犹太人大屠杀的电影。拍摄计划一直徘徊于“他那羞愧的良心”。斯皮尔伯格曾想让给罗曼·波兰斯基，但对方没有接受。波兰斯基的母亲在奥斯维辛惨遭杀害，他自己也曾经在克拉科夫犹太人区生活过。但波兰斯基最终还是在2002年导演了一部属于他自己的犹太人大屠杀电影——《戰地琴人》。斯皮尔伯格还将拍摄机会提供给薛尼·波勒和马丁·斯科塞斯。然而，斯皮尔伯格也不确定是否要让马丁·斯科塞斯执导本片，他后来说：“我差点就把为我的孩子、家庭留点什么的机会放走了”。斯皮尔伯格最终在1991年给了斯科塞斯重拍《恐怖角》的机会，让自己来拍摄本片。导演比利·怀尔德表达了对于拍摄本片的兴趣，想要把它作为“对我曾在奥斯维辛受苦受难的家人一个纪念”。
斯皮尔伯格在听说波斯尼亚大屠杀，以及了解到一些否认犹太人大屠杀的论调后最终决定拍摄这部电影。柏林墙倒塌后，新纳粹主义出现。斯皮尔伯格开始担心人们过于容易接受偏执的意见，就像是还停留在二十世纪三十年代一样。西德尼·希恩伯格为这部电影开了绿灯，但开出了一个条件：斯皮尔伯格要先拍《侏罗纪公园》。斯皮尔伯格后来说：“他知道我拍了《辛德勒的名单》之后就不会想拍《侏罗纪公园》了”。
1983年，托马斯·肯尼利被聘去改编他的《辛德勒的方舟》，他最终提交了220页的手稿。肯尼利把注意力集中在了辛德勒的几个关系上面，并且承认他没有把故事压缩得更好。斯皮尔伯格又聘请了曾修改过《走出非洲》剧本的Kurt Luedtke来写出另一个草稿。Luedtke四年后最终放弃了，他发现辛德勒内心的改变太令人不可思议了。马丁·斯科塞斯还聘请了Steven Zaillian来写剧本。当Zaillian把稿子交回来时，只有115页。斯皮尔伯格认为太短了，并要求其扩充至195页。斯皮尔伯格想要在故事中多关注犹太人，他想要扩充犹太区大清洗这一段，因为他“深深感到这一段情节必须是最惨不忍睹的一段”。他想要辛德勒的转型显得不突兀，而且要突出人物的矛盾心理，不是“甚么爆炸性的心灵净化，若是这样，那这电影不就跟《大逃亡》一样了吗？”

### 拍攝
该片的主體拍攝於1993年3月1日開始，於波兰克拉科夫進行製作。

### 配乐
为该片配乐的是约翰·威廉姆斯。他一开始被该片所震惊，并认为配乐非常有难度。他对斯皮尔伯格说：“你得去找个比我更好的来给这电影配乐。”斯皮尔伯格回答：“我知道，但他们都死啦！”威廉姆斯亲自弹奏了主题钢琴曲，也听从斯皮尔伯格的意见，找伊扎克·帕尔曼来演奏了一个小提琴版本。再一次对帕尔曼的采访中，他说
“……他（威廉姆斯）把每个音符都表现得非常真实，令人难以置信。我问，‘你这音乐是哪儿来的啊，约翰？’他说，‘我跟着《屋顶上的小提琴手》练习了一下，然后所有的灵感都非常自然地出现了。’”
记者：“第一次要你为《辛德勒的名单》演奏的时候，你是一口答应了，还是犹豫了一会？或者说，你不确定你是不是想要给电影配乐？”
帕尔曼：“没有，从来没想过。在那种情况下，我觉得这部电影的主题对我非常重要。我感到我可以了解了解历史就开始创作，感受历史，然后间接地沦为历史的受害者。”
在犹太区被纳粹军人清扫的场景中，响起了儿童唱诗班演唱的民谣歌曲《Oyfn Pripetshik》。斯皮尔伯格的祖母经常给她的孙辈们唱起这首歌。黑管独奏是由传统东欧犹太教音乐家Giora Feidman录制的。威廉姆斯因本片配乐第五次获得了奥斯卡最佳配乐奖。

## 象征意义

### 红衣女孩
尽管这部电影大部分采用黑白拍摄，但片中出现了一段极其罕见的彩色片段——一名女童身上有鲜艳的红色衣服。这个颜色第二次出现在后面运尸车中这个女童的尸体上。该角色和曾在克拉科夫生活过的Roma Ligocka不谋而合，她当年也穿着红色衣服。不过，和片中小女孩的悲惨遭遇不同，这位Ligocka女士在大屠杀中幸存下来。电影公映之后，她把自己的故事写成一本书，名为《红衣女孩：回忆》。然而，斯皮尔伯格安排的这个场景本来是用来纪念Zelig Burkhut所讲的一个故事中的人物的。Burkhut是普拉佐集中营的幸存者。在拍片前的采访中，他给斯皮尔伯格讲述了一个未满四岁的女童被德國军人在他眼前被残害的故事。他在接受《The Courier-Mail》采访时形容这种经历“会缠绕你一生都挥之不去”。
IGN网站评论员Andy Patrizio曾经表示，这个红衣女童是用来表现辛德勒的改变。“……女童出现在那一堆堆即将被焚烧的尸体上时，辛德勒的表情显而易见。就在几分钟前，他还对他的车被烧尸体产生的灰烬覆盖感到不悦。”斯皮尔伯格本人对此的解释是，他只是按照小说里面的内容拍电影，他本人的理解如下：
当时，美国、俄罗斯、英国都清楚发生了大屠杀，但没有一个国家做出反应。我们（美國）也没有派出军队来阻止人们被迫朝向死亡前进，一场不可阻挡的朝向死亡的前进。这些红色的血迹好比人们心中的雷达上最亮的点，这是如此显而易见，但没有一个人站出来想想办法。这就是我为什么我要把红色带进电影。

### 蜡烛
影片开头一些犹太人在举行安息日活动时，就出现了蜡烛。当片头的彩色渐渐退去，燃烧的蜡烛渐渐熄滅，一缕青烟迸出烛芯，象征着在奥斯维辛集中营被焚毁的尸体。片尾的蜡烛，则象征着辛德勒善行所带来的温暖。对斯皮尔伯格本人来说，这代表“一抹色彩，代表着希望的一串光芒。”

## 获奖情况

### 学院奖（奧斯卡金像獎）
| 奖项         | 获奖人物                                           |
| 得奖：       |                                                    |
| 最佳电影     | 斯蒂芬·斯皮尔伯格 杰拉尔德·R·莫伦 布兰科·勒斯蒂格  |
| 最佳導演     | 斯蒂芬·斯皮尔伯格                                  |
| 最佳改编剧本 | 斯蒂文·泽里安                                      |
| 最佳摄影     | 雅努什·卡明斯基                                    |
| 最佳艺术指导 | 埃瓦·布劳恩 艾伦·斯塔尔斯基                        |
| 最佳剪接     | 迈克尔·卡恩                                        |
| 最佳原創音樂 | 约翰·威廉姆斯                                      |
| 提名：       |                                                    |
| 最佳男主角   | 连姆·尼森                                          |
| 最佳男配角   | 拉尔夫·费因斯                                      |
| 最佳服装设计 | 安娜·比耶杰茨卡·谢泼德                             |
| 最佳音效剪辑 | 安迪·尼尔森 史蒂夫·佩德森 斯科特·米兰 罗恩·贾金斯  |
| 最佳化妆     | 克里斯提安娜·史密斯 马修·芒格尔 朱迪·亚历山大·科里 |

### 金球奖

#### 获奖
- 最佳戲劇類影片
- 最佳導演
- 最佳劇本

#### 提名
- 最佳原創配樂
- 最佳男配角
- 最佳劇情類男主角

### AFI百年百大系列
- 1998 AFI百年百大电影—#9[12]
- 2003 AFI百年百大英雄與反派：
  - Oskar Schindler—#13英雄
  - Amon Göth—#15恶棍
- AFI百年百大电影台詞：
  - "The list is an absolute good. The list is life." - 提名[13]
- 2006 AFI百年百大励志电影—#3
- 2007 AFI百年百大电影（十周年纪念版）—#8
- 2008 AFI百年各类型电影十大佳片—史诗电影#3

## 外部連結
- 互联网电影数据库（IMDb）上《辛德勒的名单》的资料（英文）
- TCM电影资料库上《辛德勒的名单》的资料（英文）
- AllMovie上《辛德勒的名单》的资料（英文）
- 豆瓣电影上《辛德勒的名单》的資料 （简体中文）
- The Shoah Foundation, founded by Steven Spielberg to videotape and preserve the testimonies of Holocaust survivors and witnesses.
- Aerial Evidence for Schindler’s List—Through the Lens of History—Yad Vashem （页面存档备份，存于）
- Schindler's List (film) bibliography via UC Berkeley （页面存档备份，存于）
- Voices on Antisemitism Interview with Sir Ben Kingsley來自美国犹太人大屠杀纪念馆
- 爛番茄上《辛德勒的名单》的資料（英文）